# Mossvargspindel
Mossvargspindel (Pardosa hyperborea) är en spindelart som först beskrevs av Tord Tamerlan Teodor Thorell 1872.  Mossvargspindel ingår i släktet Pardosa och familjen vargspindlar. Arten är reproducerande i Sverige. Inga underarter finns listade i Catalogue of Life.